# Peter Habeler
Peter Habeler (Mayrhofen, 22 de juliol de 1942) és un alpinista austríac.
Entre els seus primers èxits hi ha algunes de la primeres ascensions a les muntanyes Rocoses, a banda de ser el primer europeu a escalar la gran paret del Parc Nacional de Yosemite.
El 1969 començà a escalar amb Reinhold Messner, amb qui aconseguí èxits destacats, el més important dels quals fou la primera ascensió de l'Everest sense ajuda d'oxigen, el 1978, cosa considerada impossible fins aquell moment.
Ha escalat altres vuit mils: Cho Oyu, Nanga Parbat, Kangchenjunga i Gasherbrum I.